# Koppenbrüllerhöhle
Die Koppenbrüllerhöhle ist eine Höhle im Dachsteinmassiv im Gemeindegebiet von Obertraun im oberösterreichischen Teil des Salzkammergutes. Die bisher bekannte Gesamtlänge der Höhle beträgt 4054 m, wovon 565 m als Schauhöhle touristisch erschlossen sind.

## Name
Die Höhle wird von Höhlenbächen durchflossen. Nach starken Regenfällen entströmen der Höhle große Wassermengen, die im Berg Geräusche, das „Brüllen“, erzeugen. Koppen ist der Name der Gegend am oberen Hallstättersee, den auch die Koppentraun trägt.

## Geschichte
Während der Zeit der Kaiserin Maria Theresia soll die Koppenbrüllerhöhle als Versteck für den Deserteur Franz Engl aus Hallstatt gedient haben. Dort sei seine Freundin, die Hofer Sef, die ihn mit Essen versorgte, tödlich erkrankt. Daraufhin habe Franz den Pfarrer von Hallstatt eingeweiht. Auf Bitten des Pfarrers sei Engl begnadigt worden.
Seither wurde die Höhle immer wieder besucht. Am 4. August 1910 wurde sie als erste Schauhöhle des Bezirks Gmunden eröffnet.
Der Dachsteinforscher Friedrich Simony führte wissenschaftliche Studien in der Koppenbrüllerhöhle durch.
Die Koppenbrüllerhöhle ist Lebensraum des Höhlenlaufkäfers Arctaphaenops angulipennis.

## Tourismus
Die Koppenbrüllerhöhle wird in einem Reiseführer über das Salzkammergut aus dem Jahr 1820 als „berühmte Schauhöhle“ erwähnt. Vermutlich haben schon damals Einheimische Touristen gegen Bezahlung durch die Höhle geführt. Seit 1910 ist die Höhle erschlossen und es finden regelmäßig Führungen statt.
Die Höhle kann in den Sommermonaten besucht werden. Es werden warme Bekleidung und feste Schuhe mit rutschfester Sohle empfohlen. Sie ist von der gleichnamigen Haltestelle der Salzkammergutbahn aus zu erreichen.
In der Nähe befinden sich auf der Schönbergalm noch die Dachstein-Mammuthöhle und Dachstein-Rieseneishöhle, die ebenfalls besucht werden können.

## Naturschutz
Höhlen stehen in Österreich prinzipiell (ex-lege) unter strengem Naturschutz. Diese Höhle wurde 1973 auch zum Naturdenkmal (ND610 Koppenbrüller Höhle, Naturschutzbuch: OÖ-65/Obertraun) erklärt.
Das Gebiet liegt in der Kernzone des UNESCO-Welterbegebiets Kulturlandschaft Hallstatt–Dachstein/Salzkammergut (WHS 806) und im
Europa- und Naturschutzgebiet Dachstein (Vogelschutz- und FFH-Gebiet, AT3101000/EU02; N098).